# Divizia B 1952
Divizia B 1952 a fost al 13-lea sezon al celui de-al doilea nivel al sistemului de ligi ale fotbalului românesc.

## Formatul
S-a menținut formatul cu două serii, fiecare dintre ele având 12 echipe. La finalul sezonului, câștigătorii seriei au promovat în Divizia A și nicio echipă nu a fost retrogradată în Campionatul Districtual, deoarece seria urma să fie extinsă din nou din sezonul următor. Tot acesta a fost al treilea sezon jucat în sistemul primăvară-toamnă, sistem impus de noua conducere a țării care avea legături strânse cu Uniunea Sovietică.

## Schimbări de echipe
| În Divizia B Promovate din District Flacăra Poiana Câmpina Flamura Roșie Bacău Locomotiva Turnu Severin Metalul Oradea Retrogradate din Divizia A Locomotiva București Știința Timișoara | Din Divizia B Retrogradate în District Locomotiva Galați Locomotiva Sibiu Metalul Reșița Promovate în Divizia A CSA Câmpulung Moldovenesc Metalul Câmpia Turzii |

### Echipe redenumite
ClubulSportiv al Armatei Cluj a fost redenumită CA Cluj.
CSA Craiova a fost redenumită CA Craiova.
Locomotiva București a fost redenumită Locomotiva GR București.
Locomotiva Satu Mare a fost redenumită Progresul Satu Mare.
Metalul Sibiu a fost redenumit Înainte Sibiu.

### Alte echipe
Flacăra București a fost mutată din București în Ploiești și redenumită Flacăra Ploiești. Această mutare a provocat dispariția Flacăra Ploiești(fosta Prahova Ploiești) din liga secundă. Locul vacant a fost ocupat de Flacăra Lupeni, care a fost scutită de retrogradare.

## Clasamentele ligii

### Seria I
| Loc | Echipa                         | MJ | V  | E | Î  | GM | GP | DG  | Pct | Promovare              |
| --- | ------------------------------ | -- | -- | - | -- | -- | -- | --- | --- | ---------------------- |
| 1   | Locomotiva GR București (C, P) | 22 | 17 | 3 | 2  | 75 | 20 | +55 | 37  | Promovare în Divizia A |
| 2   | Locomotiva Iași                | 22 | 11 | 5 | 6  | 27 | 27 | 0   | 27  |                        |
| 3   | Spartac București              | 22 | 11 | 2 | 9  | 38 | 37 | +1  | 24  |                        |
| 4   | Înainte Sibiu                  | 22 | 9  | 5 | 8  | 41 | 34 | +7  | 23  |                        |
| 5   | Știința Iași                   | 22 | 8  | 7 | 7  | 40 | 43 | −3  | 23  |                        |
| 6   | Metalul Steagul Roșu           | 22 | 8  | 6 | 8  | 47 | 33 | +14 | 22  |                        |
| 7   | Flamura Roșie Sfântu Gheorghe  | 22 | 10 | 2 | 10 | 31 | 26 | +5  | 22  |                        |
| 8   | Flacăra Moreni                 | 22 | 9  | 3 | 10 | 29 | 25 | +4  | 21  |                        |
| 9   | Metalul București              | 22 | 9  | 3 | 10 | 39 | 40 | −1  | 21  |                        |
| 10  | Flamura Roșie Bacău            | 22 | 7  | 6 | 9  | 33 | 32 | +1  | 20  |                        |
| 11  | Flacăra Poiana Câmpina         | 22 | 7  | 5 | 10 | 33 | 32 | +1  | 19  |                        |
| 12  | Flamura Roșie Pitești          | 22 | 2  | 1 | 19 | 11 | 95 | −84 | 5   |                        |

### Seria II
| Loc | Echipa                   | MJ | V  | E  | Î  | GM | GP | DG  | Pct | Promovare              |
| --- | ------------------------ | -- | -- | -- | -- | -- | -- | --- | --- | ---------------------- |
| 1   | Știința Timișoara (C, P) | 22 | 16 | 3  | 3  | 42 | 12 | +30 | 35  | Promovare în Divizia A |
| 2   | Flacăra Mediaș           | 22 | 11 | 7  | 4  | 32 | 17 | +15 | 29  |                        |
| 3   | Locomotiva Arad          | 22 | 6  | 11 | 5  | 25 | 21 | +4  | 23  |                        |
| 4   | Locomotiva Cluj          | 22 | 7  | 7  | 8  | 29 | 24 | +5  | 21  |                        |
| 5   | Locomotiva Oradea        | 22 | 8  | 5  | 9  | 22 | 22 | 0   | 21  |                        |
| 6   | FC Baia Mare             | 22 | 7  | 7  | 8  | 29 | 32 | −3  | 21  |                        |
| 7   | Metalul Oradea           | 22 | 7  | 7  | 8  | 33 | 45 | −12 | 21  |                        |
| 8   | Locomotiva Turnu Severin | 22 | 6  | 8  | 8  | 35 | 30 | +5  | 20  |                        |
| 9   | CA Cluj                  | 22 | 7  | 6  | 9  | 23 | 21 | +2  | 20  |                        |
| 10  | Flacăra Lupeni           | 22 | 7  | 5  | 10 | 23 | 27 | −4  | 19  |                        |
| 11  | CA Craiova               | 22 | 8  | 3  | 11 | 25 | 35 | −10 | 19  |                        |
| 12  | Progresul Satu Mare      | 22 | 6  | 3  | 13 | 23 | 55 | −32 | 15  |                        |